# إرنست إس. براون
إرنست إس. براون (بالإنجليزية: Ernest S. Brown)‏ هو محامي وسياسي أمريكي، ولد في 25 سبتمبر 1903 في الولايات المتحدة، وتوفي في 23 يوليو 1965 في نفس البلد. حزبياً، نشط في الحزب الجمهوري. وقد انتخب عضو المجلس النيابي لولاية نيفادا وانتخب عضو مجلس الشيوخ الأمريكي.